# Liste d'écrivains espagnols
- quelle que soit leur(s) langue(s) d'expression : castillan, basque, galicien, catalan, asturien, aragonais, estrémègne...
- classés selon le souhait de chacun (par nom, par date de naissance ou de mort, par langue d'expression, région d'origine), à l'aide du petit onglet figurant dans chaque case de la ligne d'en-tête

| Nom                                                       | Né(e) en                          | Mort(e) en             | Langue(s) d'expression      | Originaire de                                    |
| --------------------------------------------------------- | --------------------------------- | ---------------------- | --------------------------- | ------------------------------------------------ |
| Acosta, José de                                           | 1539                              | 1600                   | Castillan                   | Castille-et-León                                 |
| Agustín, Antonio                                          | 1516                              | 1586                   | Latin                       | Catalogne                                        |
| Álamo de la Rosa, Víctor                                  | 1969                              |                        | Castillan                   | Îles Canaries                                    |
| Alarcón, Pedro Antonio de                                 | 1833                              | 1891                   | Castillan                   | Andalousie                                       |
| Alberti, Rafael                                           | 1902                              | 1999                   | Castillan                   | Andalousie                                       |
| Albó, Núria                                               | 1930                              |                        | Catalan                     | Catalogne                                        |
| Alcàntara i Ribolleda, Sílvia                             | 1944                              |                        | Catalan                     | Catalogne                                        |
| Alcover, Antoni Maria                                     | 1862                              | 1932                   | Catalan Castillan           | Îles Baléares                                    |
| Alcover, Joan                                             | 1854                              | 1926                   | Catalan Castillan           | Îles Baléares                                    |
| Aldecoa, Ignacio                                          | 1925                              | 1969                   |                             |                                                  |
| Aleixandre, Vicente                                       | 1898                              | 1984                   | Castillan                   | Andalousie                                       |
| Alemán, Mateo                                             | 1547                              | 1620 ?                 | Castillan                   | Andalousie                                       |
| Alonso, Dámaso                                            | 1898                              | 1990                   | Castillan                   | Communauté de Madrid                             |
| Alphonse X de Castille                                    | 1221                              | 1284                   | Castillan Galaïco-portugais | Royaume de Castille                              |
| Altamira, Rafael                                          | 1866                              | 1951                   | Castillan                   | Communauté valencienne                           |
| Altolaguirre, Manuel                                      | 1905                              | 1959                   | Castillan                   | Andalousie                                       |
| Álvarez, Lilí                                             | 1905                              | 1998                   | Castillan                   |                                                  |
| Álvarez de Toledo, Isabel                                 | 1936                              | 2008                   | Castillan                   | Andalousie                                       |
| Ameztoy, Begoña                                           | ?                                 |                        | Castillan                   | Pays basque                                      |
| Anglada, Lola                                             | 1896                              | 1985                   | Catalan                     | Catalogne                                        |
| Añó, Núria                                                | 1973                              |                        | Catalan                     | Catalogne                                        |
| Arderíus, Joaquín                                         | 1885                              | 1969                   | Castillan                   | Région de Murcie                                 |
| Arenal, Concepción                                        | 1820                              | 1893                   | Castillan                   | Galice                                           |
| Argensola, Bartolomé Leonardo de                          | 1562                              | 1631                   | Castillan                   | Aragon                                           |
| Argote de Molina, Gonzalo                                 | 1548                              | 1596                   | Castillan                   | Andalousie                                       |
| Arias, Francisco                                          | 1533                              | 1605                   | Castillan                   | Andalousie                                       |
| Arias, Xela                                               | 1962                              | 2003                   | Galicien Castillan          | Galice                                           |
| Arias Montano, Benito                                     | 1527                              | 1598                   | Latin                       | Estrémadure                                      |
| Arrabal, Fernando                                         | 1932                              |                        | Castillan                   | Melilla                                          |
| Asín Palacios, Miguel                                     | 1871                              | 1944                   | Castillan                   | Aragon                                           |
| Asur, Manuel                                              | 1947                              |                        | Asturien Castillan          | Asturies                                         |
| Atanes, Carlos                                            | 1971                              |                        | Castillan                   | Catalogne                                        |
| Atxaga, Bernardo (Irazu Garmendia, Joseba, dit)           | 1971                              |                        | Basque                      | Pays basque                                      |
| Ayala, Francisco                                          | 1906                              | 2009                   | Castillan                   | Andalousie                                       |
| Azorín (Martínez Ruiz, José, dit)                         | 1873                              | 1967                   | Castillan                   | Communauté valencienne                           |
| Balbontín, José Antonio                                   | 1893                              | 1977                   | Castillan                   | Madrid                                           |
| Balmes, Jaime                                             | 1810                              | 1848                   | Castillan                   | Catalogne                                        |
| Baltasar, Eva                                             | 1978                              |                        | Catalan                     | Catalogne                                        |
| Barbal i Farré, Maria                                     | 1949                              |                        | Catalan                     | Catalogne                                        |
| Barco Centenera, Martín del                               | 1535                              | 1602                   | Castillan                   | Estrémadure                                      |
| Bardio, Nicolás                                           | 1972                              |                        | Asturien, castillan         | Asturies                                         |
| Baroja, Pío                                               | 1972                              | 1956                   | Castillan                   | Pays basque                                      |
| Beatus de Liébana                                         | ?                                 | 798                    | Latin                       | Royaume des Asturies                             |
| Bécquer, Gustavo Adolfo                                   | 1836                              | 1870                   | Castillan                   | Andalousie                                       |
| Béjar, Julio                                              | 1987                              |                        | Castillan                   | Andalousie                                       |
| Bello, Pepín                                              | 1904                              | 2008                   | Castillan                   | Aragon                                           |
| Benavente y Martínez, Jacinto                             | 1866                              | 1954                   | Castillan                   | Communauté de Madrid                             |
| Berceo, Gonzalo de                                        | 1196 ?                            | 1264 ?                 | Castillan                   | Royaume de Castille                              |
| Bergamín, José                                            | 1895                              | 1983                   | Castillan                   | Communauté de Madrid                             |
| Bermúdez, Jerónimo                                        | 1530                              | 1599                   | Castillan                   | Galice                                           |
| Bermúdez Castillo, Gabriel                                | 1934                              |                        | Castillan                   | Communauté valencienne                           |
| Biedma, Jaime Gil de                                      | 1929                              | 1990                   | Castillan                   | Catalogne                                        |
| Bilbao, César Manzanos                                    |                                   |                        |                             | Pays basque                                      |
| Blanco White, José María (Blanco Crespo, José María, dit) | 1775                              | 1841                   | Castillan Anglais           | Andalousie                                       |
| Blasco Ibáñez, Vicente                                    | 1867                              | 1928                   | Castillan                   | Communauté valencienne                           |
| Bollaín, Icíar                                            | 1967                              |                        | Castillan                   | Communauté de Madrid                             |
| Bonaval, Bernal de                                        | XIIIe siècle                      |                        | Galaïco-portugais           | Galice                                           |
| Borja y Aragón, Francisco de                              | 1577                              | 1658                   | Castillan                   | Communauté de Madrid                             |
| Boscán Almogáver, Juan                                    | v.1490                            | 1542                   | Castillan                   | Comté de Barcelone                               |
| Cabré, Jaume                                              | 1947                              |                        | Catalan                     | Catalogne                                        |
| Cadalso, José                                             | 1741                              | 1782                   | Castillan                   | Andalousie                                       |
| Calderón de la Barca, Pedro                               | 1600                              | 1681                   | Castillan                   | Communauté de Madrid                             |
| Camacho, Jorge                                            | 1966                              |                        | Castillan Esperanto         | Estrémadure                                      |
| Campo Castañón, José                                      | 1921                              | 1992                   | Asturien                    | Asturies                                         |
| Campoy, Ana                                               | 1979                              |                        | Castillan                   | Communauté de Madrid                             |
| Camus, Matilde                                            | 1919                              | 2012                   | Castillan                   | Cantabrie                                        |
| Canela, Mercè                                             | 1956                              |                        | Catalan                     | Catalogne                                        |
| Caramuel y Lobkowitz, Juan                                | 1606                              | 1682                   | Castillan                   | Communauté de Madrid                             |
| Cardeñosa, Bruno                                          | 1972                              |                        | Castillan                   | Galice                                           |
| Cardó, Carles                                             | 1884                              | 1958                   | Catalan                     | Catalogne                                        |
| Casavella, Francisco                                      | 1963                              |                        | Castillan                   | Catalogne                                        |
| Casona, Alejandro (Rodríguez Álvarez, Alejandro, dit)     | 1903                              | 1965                   | Castillan                   | Asturies                                         |
| Castañón, José Manuel                                     | 1920                              | 2001                   | Castillan                   | Asturies                                         |
| Castillo, Javier                                          | 1987                              |                        | Castillan                   | Andalousie                                       |
| Castro, Guillén de                                        | 1569                              | 1631                   | Castillan                   | Communauté valencienne                           |
| Castro, Luisa                                             | 1966                              |                        | Castillan Galicien          | Galice                                           |
| Castro, Rosalía de                                        | 1837                              | 1885                   | Galicien Castillan          | Galice                                           |
| Cela, Camilo José                                         | 1916                              | 2002                   | Castillan                   | Galice                                           |
| Celaya, Gabriel                                           | 1911                              | 1991                   | Castillan                   | Pays basque                                      |
| Cercas, Javier                                            | 1962                              |                        | Castillan                   | Estrémadure                                      |
| Cernuda, Luis                                             | 1902                              | 1963                   | Castillan                   | Andalousie                                       |
| Cervantes, Miguel de                                      | 1547                              | 1616                   | Castillan                   | Communauté de Madrid                             |
| Cetina, Gutierre de                                       | 1520                              | 1557                   | Castillan                   | Andalousie                                       |
| Chacón, Alfonso                                           | 1540                              | 1599                   | Latin                       | Andalousie                                       |
| Chacón, Dulce                                             | 1954                              | 2003                   | Castillan                   | Estrémadure                                      |
| Chacón, Pedro                                             | 1526                              | 1581                   | Latin                       | Castille-La Manche                               |
| Chamizo Trigueros, Luis                                   | 1894                              | 1945                   | Estrémègne Castillan        | Estrémadure                                      |
| Chao, Ramón                                               | 1935                              |                        | Castillan Galicien          | Galice                                           |
| Clarín (Alas, Leopoldo)                                   | 1852                              | 1901                   | Castillan                   | Castille-et-León                                 |
| Clavijero, Francisco Javier                               | 1731                              | 1787                   | Castillan                   | Nouvelle-Espagne                                 |
| Clavijo y Fajardo, José                                   | 1730                              | 1806                   | Castillan                   | Îles Canaries                                    |
| Colón, Hernando                                           | 1488                              | 1539                   | Castillan                   | Andalousie                                       |
| Coronas, Fernán (Fernández, Galo Antonio, dit)            | 1884                              | 1939                   | Asturien                    | Asturies                                         |
| Cueva, Juan de la                                         | 1543                              | 1612                   | Castillan                   | Andalousie                                       |
| Cunqueiro, Álvaro                                         | 1911                              | 1981                   | Castillan Galicien          | Galice                                           |
| Curros Enríquez, Manuel                                   | 1851                              | 1908                   | Galicien                    | Galice                                           |
| Delibes, Miguel                                           | 1920                              | 2010                   | Castillan                   | Castille-et-León                                 |
| Delicado, Francisco                                       | v. 1480                           | v. 1535                | Castillan                   | Andalousie                                       |
| Desclot, Bernat                                           |                                   | v. 1287                | Catalan                     | Catalogne                                        |
| Diamante, Juan Bautista                                   | 1625                              | 1687                   | Castillan                   | Communauté de Madrid                             |
| Díaz del Castillo, Bernal                                 | v. 1492                           | v. 1584                | Castillan                   | Castille-et-León                                 |
| Díaz Pacheco, Agustín                                     | 1952                              |                        | Castillan                   | Îles Canaries                                    |
| Diego, Gerardo                                            | 1896                              | 1987                   | Castillan                   | Cantabrie                                        |
| Díez de Games, Gutierre                                   | 1378 ?                            | 1450 ?                 | Castillan                   | Royaume de Castille                              |
| Donoso Cortés, Juan                                       | 1809                              | 1853                   | Castillan                   | Estrémadure                                      |
| Echegaray y Eizaguirre, José                              | 1832                              | 1916                   | Castillan                   | Communauté de Madrid                             |
| Encina, Juan del                                          | 1468 ou 1469                      | 1529                   | Castillan                   | Royaume de Castille                              |
| Ercilla, Alonso de                                        | 1553                              | 1594                   | Castillan                   | Communauté de Madrid                             |
| Escosura, Patricio de la                                  | 1807                              | 1878                   | Castillan                   | Asturies                                         |
| Espinel, Vicente                                          | 1550                              | 1624                   | Castillan                   | Andalousie                                       |
| Espriu, Salvador                                          | 1913                              | 1985                   | Catalan                     | Catalogne                                        |
| Espronceda, José de                                       | 1808                              | 1842                   | Castillan                   | Estrémadure                                      |
| Etxebarria de Asteinza, Lucía                             | 1966                              |                        | Castillan                   | Communauté valencienne                           |
| Feijoo, Benito Jerónimo                                   | 1676                              | 1764                   | Castillan                   | Galice                                           |
| Felipe, León                                              | 1884                              | 1968                   | Castillan                   | Castille-et-León                                 |
| Fernández Carvajal, Francisco                             | 1938                              |                        | Castillan                   | Andalousie                                       |
| Fernández de Avellaneda, Alonso                           | ?                                 | ?                      | Castillan                   |                                                  |
| Fernández de Moratín, Leandro                             | 1760                              | 1828                   | Castillan                   | Communauté de Madrid                             |
| Fernández de Moratín, Nicolás                             | 1737                              | 1780                   | Castillan                   | Communauté de Madrid                             |
| Ferrater, Gabriel                                         | 1922                              | 1972                   | Catalan                     | Catalogne                                        |
| Ferrer Lerín, Francisco                                   | 1941                              |                        | Castillan                   | Catalogne                                        |
| Ferro Ruibal, Xesús                                       | 1944                              |                        | Galicien                    | Galice                                           |
| Figueroa, Francisco de                                    | v. 1530                           | v. 1588                | Castillan                   | Communauté de Madrid                             |
| Gabriel y Galán, José María                               | 1870                              | 1905                   | Castillan Estrémègne        | Castille-et-León                                 |
| Fuertes, Gloria                                           | 1917                              | 1998                   | Castillan                   | Communauté de Madrid                             |
| García Calvo, Agustín                                     | 1926                              | 2012                   | Castillan                   | Castille-et-León                                 |
| García Gutiérrez, Antonio                                 | 1813                              | 1884                   | Castillan                   | Andalousie                                       |
| García Lorca, Federico                                    | 1898                              | 1936                   | Castillan Galicien          | Andalousie                                       |
| Gaspar y Rimbau, Enrique                                  | 1842                              | 1902                   | Castillan Catalan           | Communauté de Madrid                             |
| Gil y Zárate, Antonio                                     | 1793                              | 1861                   | Castillan                   | Communauté de Madrid                             |
| Gómez-Arcos, Agustín                                      | 1933                              | 1998                   | Castillan Français          | Communauté valencienne                           |
| Gómez de la Serna, Ramón                                  | 1888                              | 1963                   | Castillan Français          | Communauté de Madrid                             |
| Góngora, Luis de                                          | 1561                              | 1627                   | Castillan                   | Andalousie                                       |
| González de Clavijo, Ruy                                  | ?                                 | 1412                   | Castillan                   | Castille-et-León                                 |
| Gopegui, Belén                                            | 1963                              |                        | Castillan                   | Communauté de Madrid                             |
| Gorkin, Julián (Gómez García, Julián, dit)                | 1901                              | 1987                   | Castillan                   | Communauté valencienne                           |
| Goytisolo, José Agustín                                   | 1928                              | 1999                   | Castillan                   | Catalogne                                        |
| Goytisolo, Juan                                           | 1931                              |                        | Castillan                   | Catalogne                                        |
| Goytisolo, Luis                                           | 1935                              |                        | Castillan                   | Catalogne                                        |
| Gracián, Baltasar                                         | 1601                              | 1658                   | Castillan                   | Aragon                                           |
| Grandes Hernández, Almudena                               | 1960                              | 2021                   | Castillan                   | Communauté de Madrid                             |
| Grau, Anna                                                | 1967                              |                        | Castillan                   | Catalogne                                        |
| Grueiro, Mariano                                          | 1975                              |                        | Castillan                   | Galice                                           |
| Guaita, Carmen                                            | 1960                              |                        | Castillan                   |                                                  |
| Guereña, Jacinto-Luis                                     | 1915                              | 2007                   | Castillan                   | Pays basque (né en Argentine de parents basques) |
| Guevara, Fray Antonio de                                  | v.1480                            | 1545                   | Castillan                   | Cantabrie                                        |
| Guijarro, Josep                                           | 1967                              |                        | Castillan                   | Catalogne                                        |
| Guillén, Jorge                                            | 1893                              | 1984                   | Castillan                   | Castille-et-León                                 |
| Hernández, Miguel                                         | 1910                              | 1942                   | Castillan                   | Communauté valencienne                           |
| Herrera, Fernando de                                      | 1534                              | 1597                   | Castillan                   | Andalousie                                       |
| Hervás y Panduro, Lorenzo                                 | 1735                              | 1809                   | Castillan                   | Castille-La Manche                               |
| Hierro, José                                              | 1922                              | 2002                   | Castillan                   | Communauté de Madrid                             |
| Huarte de San Juan, Juan                                  | 1530 ?                            | 1589                   | Castillan                   | Royaume de Navarre                               |
| Illán Vivas, Francisco Javier                             | 1958                              |                        | Castillan                   | Région de Murcie                                 |
| Iriarte, Tomás de                                         | 1750                              | 1791                   | Castillan                   | Îles Canaries                                    |
| Isidore de Séville                                        | Entre 560 et 570                  | 636                    | Latin                       | Royaume wisigoth                                 |
| Izaguirre, Boris                                          | 1965                              |                        | Castillan                   | Venezuela (naturalisé espagnol)                  |
| Janer, Maria de la Pau                                    | 1966                              |                        | Catalan Castillan           | Îles Baléares                                    |
| Janés, Clara                                              | 1940                              |                        | Castillan                   | Catalogne                                        |
| Jean de La Croix                                          | 1542                              | 1591                   | Castillan                   | Royaume de Castille                              |
| Jiménez, Juan Ramón                                       | 1881                              | 1958                   | Castillan                   | Andalousie                                       |
| Jovellanos, Gaspar Melchor de                             | 1744                              | 1811                   | Castillan                   | Asturies                                         |
| Juan Manuel (don)                                         | 1282                              | 1348                   | Castillan                   | Royaume de Castille                              |
| Laforet, Carmen                                           | 1921                              | 2004                   | Castillan                   | Catalogne                                        |
| Larra, Mariano José de                                    | 1809                              | 1837                   | Castillan                   | Communauté de Madrid                             |
| Las Casas, Bartolomé de                                   | 1484                              | 1566                   | Castillan                   | Andalousie                                       |
| Leante, Luis                                              | 1963                              |                        | Castillan                   | Région de Murcie                                 |
| Ledesma, Alonso de                                        | 1562                              | 1623                   | Castillan                   | Castille-et-León                                 |
| Lekuona, Juan María                                       | 1927                              | 2005                   | Basque                      | Pays basque                                      |
| Leonardo de Argensola, Lupercio                           | 1559 ?                            | 1662                   | Castillan                   | Aragon                                           |
| López Aranda, Ricardo                                     | 1934                              | 1996                   | Castillan                   | Cantabrie                                        |
| López Cuevillas, Florentino                               | 1886                              | 1958                   | Galicien                    | Galice                                           |
| López de Ayala, Pero                                      | 1332                              | 1407                   | Castillan                   | Pays basque                                      |
| López de Gómara, Francisco                                | 1511                              | 1566                   | Castillan                   | Castille-et-León                                 |
| López de Mendoza, Íñigo (Marquis de Santillana)           | 1398                              | 1458                   | Castillan                   | Royaume de Castille                              |
| López de Zárate, Francisco                                | 1580                              | 1658                   | Castillan                   | La Rioja                                         |
| López-Vega, Martín                                        | 1975                              |                        | Asturien Castillan          | Asturies                                         |
| Luis de León (fray)                                       | 1528                              | 1591                   | Castillan                   | Castille-La Manche                               |
| Lulle, Raymond                                            | 1232 ou 1233                      | 1315 ou 1316           | Catalan                     | Royaume de Majorque                              |
| Machado, Antonio                                          | 1875                              | 1939                   | Castillan                   | Andalousie                                       |
| Machado, Manuel                                           | 1874                              | 1947                   | Castillan                   | Andalousie                                       |
| Madoz, Pascual                                            | 1806                              | 1870                   | Castillan                   | Navarre                                          |
| Maeztu, Ramiro de                                         | 1875                              | 1936                   | Castillan                   | Pays basque                                      |
| Maillard, Chantal                                         | 1951                              |                        | Castillan                   | Belgique (naturalisée espagnole)                 |
| Mañas, José Ángel                                         | 1971                              |                        | Castillan                   | Communauté de Madrid                             |
| Manrique, Jorge                                           | 1440                              | 1479                   | Castillan                   | Royaume de Castille                              |
| Marañón, Gregorio                                         | 1887                              | 1960                   | Castillan                   | Communauté de Madrid                             |
| Marçal, Maria Mercè                                       | 1952                              | 1998                   | Catalan                     | Catalogne                                        |
| March, Ausiàs                                             | 1397 ?                            | 1459                   | Catalan                     | Royaume de Valence                               |
| Marías, Fernando                                          | 1958                              |                        | Castillan                   | Pays basque                                      |
| Marías, Javier                                            | 1951                              |                        | Castillan                   | Communauté de Madrid                             |
| Marías Aguilera, Julián                                   | 1914                              | 2005                   | Castillan                   | Castille-et-León                                 |
| Marín Estrada, Pablo Antón                                | 1966                              |                        | Asturien                    | Asturies                                         |
| Marín Ramos, Ferrán                                       | 1974                              |                        | Aragonais Castillan Catalan | Catalogne                                        |
| Marsé, Juan                                               | 1933                              |                        | Castillan                   | Catalogne                                        |
| Martín Gaite, Carmen                                      | 1925                              | 2000                   | Castillan                   | Castille-et-León                                 |
| Martín Santos, Luis                                       | 1924                              | 1964                   | Castillan                   | Pays basque                                      |
| Martínez de Toledo, Alfonso (Archiprêtre de Talavera)     | 1398 ?                            | 1470 ?                 | Castillan                   | Royaume de Castille                              |
| Martorell, Joanot                                         | 1413                              | 1468                   | Catalan                     | Royaume de Valence                               |
| Martyr d'Anghiera, Pierre                                 | 1457                              | 1526                   | Latin                       | Duché de Milan                                   |
| Mateos Martín, Pilar                                      | 1942                              |                        | Castillan                   | Castille-et-León                                 |
| Matute, Ana María                                         | 1926                              | 2014                   | Castillan                   | Catalogne                                        |
| Medel, Elena                                              | 1985                              |                        | Castillan                   | Andalousie                                       |
| Mena, Juan de                                             | 1411                              | 1456                   | Castillan                   | Royaume de Castille                              |
| Mendoza, Eduardo                                          | 1943                              |                        | Castillan Catalan           | Catalogne                                        |
| Menéndez Pidal, Ramón                                     | 1869                              | 1968                   | Castillan                   | Galice                                           |
| Menéndez y Pelayo, Marcelino                              | 1856                              | 1912                   | Castillan                   | Cantabrie                                        |
| Miguel, Amando de                                         | 1937                              |                        | Castillan                   | Castille-et-León                                 |
| Moix, Ana María                                           | 1947                              |                        | Castillan                   | Catalogne                                        |
| Moix, Terenci (Moix i Messeguer, Ramón, dit)              | 1942                              | 2003                   | Catalan Castillan           | Catalogne                                        |
| Moncada, Jesús                                            | 1941                              | 2005                   | Catalan                     | Aragon                                           |
| Montemayor, Jorge de                                      | 1520                              | 1561                   | Castillan                   | Portugal                                         |
| Montero, Rosa                                             | 1951                              |                        | Castillan                   | Communauté de Madrid                             |
| Monzó, Quim                                               | 1952                              |                        | Catalan Castillan           | Catalogne                                        |
| Muñoz Molina, Antonio                                     | 1956                              |                        | Castillan                   | Andalousie                                       |
| Moreno Durán, Aroa                                        | 1981                              |                        | Castillan                   | Madrid                                           |
| Muntaner, Ramon                                           | 1265                              | 1336                   | Catalan                     | Catalogne                                        |
| Murguía, Manuel                                           | 1833                              | 1923                   | Galicien Castillan          | Galice                                           |
| Navarro, Julia                                            | 1953                              |                        | Castillan                   | Communauté de Madrid                             |
| Nebrija, Antonio de                                       | 1441                              | 1522                   | Castillan                   | Andalousie                                       |
| Novoneyra, Uxío (Novo Neira, Eugenio, dit)                | 1930                              | 1999                   | Galicien                    | Galice                                           |
| Núñez Domínguez, Albino                                   | 1901                              | 1974                   | Galicien                    | Galice                                           |
| Ors, Eugeni d'                                            | 1881                              | 1954                   | Catalan Castillan           | Catalogne                                        |
| Ortega Munilla, José                                      | 1856                              | 1922                   | Castillan                   | Cuba                                             |
| Ortega Torres, José                                       | ?                                 |                        | Castillan                   | Andalousie                                       |
| Ortega y Gasset, José                                     | 1883                              | 1955                   | Castillan                   | Communauté de Madrid                             |
| Otero, Aníbal                                             | 1911                              | 1974                   | Galicien Castillan          | Galice                                           |
| Otero, Blas de                                            | 1916                              | 1979                   | Castillan                   | Pays basque                                      |
| Otero Pedrayo, Ramón                                      | 1888                              | 1976                   | Galicien                    | Galice                                           |
| Palau i Fabre, Josep                                      | 1917                              | 2008                   | Catalan                     | Catalogne                                        |
| Panikkar, Raimon (Pániker Alemany, Raimundo, dit          | 1918                              | 2010                   | Castillan                   | Catalogne                                        |
| Pardo Bazán, Emilia (comtesse de)                         | 1851                              | 1921                   | Castillan                   | Galice                                           |
| Pérez de Ayala, Ramón                                     | 1880                              | 1962                   | Castillan                   | Asturies                                         |
| Pérez de Montalván, Juan                                  | 1602                              | 1638                   | Castillan                   | Communauté de Madrid                             |
| Pérez Galdós, Benito                                      | 1843                              | 1920                   | Castillan                   | Îles Canaries                                    |
| Pérez-Reverte, Arturo                                     | 1951                              |                        | Castillan                   | Région de Murcie                                 |
| Pi i Margall, Francisco                                   | 1824                              | 1901                   | Castillan Catalan           | Catalogne                                        |
| Pinelo, Valentina                                         | XVIIe siècle                      |                        | Castillan                   | Andalousie                                       |
| Pla, Josep                                                | 1897                              | 1981                   | Catalan                     | Catalogne                                        |
| Pombo García de los Ríos, Álvaro                          | 1939                              |                        | Castillan                   | Cantabrie                                        |
| Pondal, Eduardo                                           | 1835                              | 1917                   | Galicien Castillan          | Galice                                           |
| Prados, Emilio                                            | 1899                              | 1962                   | Castillan                   | Andalousie                                       |
| Pujols, Francesc                                          | 1882                              | 1962                   | Catalan                     | Catalogne                                        |
| Pulgar, Hernando del                                      | 1436 ?                            | 1493                   | Castillan                   | Royaume de Castille                              |
| Quevedo, Francisco de                                     | 1580                              | 1645                   | Castillan                   | Communauté de Madrid                             |
| Quintana, Manuel José                                     | 1772                              | 1857                   | Castillan                   | Communauté de Madrid                             |
| Rahola, Pilar                                             | 1958                              |                        | Catalan Castillan           | Catalogne                                        |
| Riba i Bracons, Carles                                    | 1893                              | 1959                   | Catalan                     | Catalogne                                        |
| Rico Godoy, Carmen                                        | 1939                              | 2001                   | Castillan                   | Communauté de Madrid                             |
| Rioja, Francisco de                                       | 1583                              | 1659                   | Castillan                   | Andalousie                                       |
| Risco, Vicente                                            | 1884                              | 1963                   | Galicien Castillan          | Galice                                           |
| Rivas, Manuel                                             | 1957                              |                        | Galicien Castillan          | Galice                                           |
| Rodoreda, Mercè                                           | 1908                              | 1983                   | Catalan                     | Catalogne                                        |
| Rodríguez Castelao, Alfonso Daniel                        | 1886                              | 1950                   | Galicien Castillan          | Galice                                           |
| Rodríguez de Campomanes, Pedro                            | 1723                              | 1802                   | Castillan                   | Asturies                                         |
| Rodríguez de Montalvo, Garci                              | ?                                 | 1504                   | Castillan                   | Royaume de Castille                              |
| Roig, Jaume                                               | ? (début XVe siècle)              | 1478                   | Catalan                     | Royaume de Valence                               |
| Rojas, Fernando de                                        | 1450 ?                            | 1541                   | Castillan                   | Royaume de Castille                              |
| Rojas Zorrilla, Francisco de                              | 1607                              | 1648 ?                 | Castillan                   | Royaume de Castille                              |
| Rosales, Luis                                             | 1910                              | 1992                   | Castillan                   | Andalousie                                       |
| Rosselló-Pòrcel, Bartomeu                                 | 1913                              | 1938                   | Catalan                     | Îles Baléares                                    |
| Rueda, Lope de                                            | 1510                              | 1565                   | Castillan                   | Andalousie                                       |
| Ruiz, Juan (Archiprêtre de Hita)                          | ? (fin XIIIe - début XIVe siècle) | ? (milieu XIVe siècle) | Castillan                   | Royaume de Castille                              |
| Ruiz i Palà, Gemma                                        | 1975                              |                        | Catalan                     | Catalogne                                        |
| Ruiz de Alarcón y Mendoza, Juan                           | 1581                              | 1639                   | Castillan                   | Nouvelle-Espagne                                 |
| Ruiz Zafón, Carlos                                        | 1964                              | 2020                   | Castillan                   | Catalogne                                        |
| Saavedra Fajardo, Diego de                                | 1584                              | 1648                   | Castillan                   | Région de Murcie                                 |
| Sabartés, Jaume                                           | 1881                              | 1968                   | Castillan                   | Catalogne                                        |
| Sabina, Joaquín                                           | 1949                              |                        | Castillan                   | Andalousie                                       |
| Sagarra, Josep Maria de                                   | 1894                              | 1961                   | Catalan                     | Catalogne                                        |
| Salinas, Pedro                                            | 1891                              | 1951                   | Castillan                   | Communauté de Madrid                             |
| Samaniego, Félix María                                    | 1745                              | 1801                   | Castillan                   | Pays basque                                      |
| Sampedro, José Luis                                       | 1917                              | 2013                   | Castillan                   | Catalogne                                        |
| Sánchez Ferlosio, Rafael                                  | 1927                              |                        | Castillan                   | Estrémadure                                      |
| Sant Jordi, Jordi de                                      | ? (fin XIVe siècle)               | 1424                   | Catalan                     | Royaume de Valence                               |
| Schwartz, Fernando                                        | 1937                              |                        | Castillan                   |                                                  |
| Semprún, Jorge                                            | 1923                              | 2011                   | Castillan Français          | Communauté de Madrid                             |
| Sender Garcés, Ramón José                                 | 1901                              | 1982                   | Castillan                   | Aragon                                           |
| Simó, Isabel-Clara                                        | 1943                              |                        | Catalan                     | Catalogne                                        |
| Tellado, Corín                                            | 1927                              | 2009                   | Castillan                   | Asturies                                         |
| Tena, Ana                                                 | 1966                              |                        | Aragonais                   | Aragon                                           |
| Thérèse d'Avila                                           | 1515                              | 1582                   | Castillan                   | Castille-et-León                                 |
| Tierno Galván, Enrique                                    | 1918                              | 1986                   | Castillan                   | Communauté de Madrid                             |
| Timoneda, Juan de Timoneda                                | 1490 ?                            | 1583                   | Castillan                   | Royaume de Valence                               |
| Tirso de Molina (fray Gabriel Téllez, dit)                | 1583                              | 1648                   | Castillan                   | Communauté de Madrid                             |
| Tomeo, Javier                                             | 1932                              | 2013                   | Castillan                   | Aragon                                           |
| Torrente Ballester, Gonzalo                               | 1910                              | 1999                   | Castillan                   | Galice                                           |
| Trigo, Felipe                                             | 1864                              | 1916                   | Castillan                   | Estrémadure                                      |
| Trueba, David                                             | 1969                              |                        | Castillan                   | Communauté de Madrid                             |
| Turmeda, Anselm                                           | 1355                              | 1423                   | Catalan                     | Royaume de Majorque                              |
| Tusquets, Esther                                          | 1936                              |                        | Castillan                   | Catalogne                                        |
| Umbral, Francisco                                         | 1935                              | 2007                   | Castillan                   | Communauté de Madrid                             |
| Unamuno, Miguel de                                        | 1864                              | 1936                   | Castillan                   | Pays basque                                      |
| Valera, Juan                                              | 1824                              | 1905                   | Castillan                   | Andalousie                                       |
| Valero, Julieta                                           | 1971                              |                        | Castillan                   | Communauté de Madrid                             |
| Valle-Inclán, Ramón del                                   | 1866                              | 1936                   | Castillan                   | Galice                                           |
| Van Guardia, Lola                                         | 1955                              |                        | Castillan                   | Catalogne                                        |
| Vázquez Montalbán, Manuel                                 | 1939                              | 2003                   | Castillan Catalan           | Catalogne                                        |
| Vega, Lope de                                             | 1562                              | 1635                   | Castillan                   | Communauté de Madrid                             |
| Vega, Garcilaso de la                                     | 1501 ou 1503                      | 1536                   | Castillan                   | Castille-La Manche                               |
| Velarde, José                                             | 1848                              | 1892                   | Castillan                   | Andalousie                                       |
| Vélez de Guevara, Luis                                    | 1579                              | 1644                   | Castillan                   | Andalousie                                       |
| Verdaguer, Jacint                                         | 1845                              | 1902                   | Catalan                     | Catalogne                                        |
| Vila-Matas, Enrique                                       | 1948                              |                        | Castillan                   | Catalogne                                        |
| Vilallonga, José Luis de Vilallonga                       | 1920                              | 2007                   | Castillan                   | Communauté de Madrid                             |
| Villegas, Esteban Manuel de                               | 1585                              | 1669                   | Castillan                   | La Rioja                                         |
| Villena, Henri de                                         | 1384                              | 1434                   | Castillan                   | Royaume de Castille                              |
| Villena, Isabelle de                                      | 1430                              | 1490                   | Catalan                     | Royaume de Valence                               |
| Vinyoli, Joan                                             | 1914                              | 1984                   | Catalan                     | Catalogne                                        |
| Zambrano, María                                           | 1904                              | 1991                   | Castillan                   | Andalousie                                       |
| Zayas Sotomayor, María de                                 | 1590                              | 1661 ?                 | Castillan                   | Communauté de Madrid                             |
| Zorrilla, José                                            | 1817                              | 1893                   | Castillan                   | Castille-et-León                                 |
| Zurita, Jerónimo                                          | 1817                              | 1893                   | Castillan                   | Aragon                                           |